# Maietta trimedia
Maietta trimedia är en tvåvingeart som beskrevs av Alexander 1967. Maietta trimedia ingår i släktet Maietta och familjen småharkrankar. Inga underarter finns listade i Catalogue of Life.